# Céramiques campaniennes
Pour les articles homonymes, voir Campanien (homonymie).

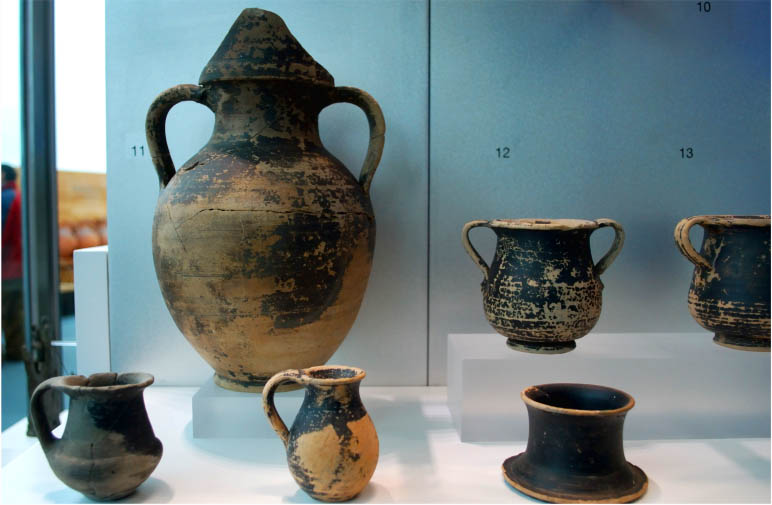
Poterie campanienne provenant d'une épave romaine trouvée sur l' (Carthagène).
Musée National d'Archéologie Sous-Marine (ARQUA) à Carthagène (Espagne)

Les céramiques campaniennes sont des céramiques de table à vernis noir produites en Italie (Campanie, Étrurie...) entre la fin du IVe siècle av. J.-C. et le dernier quart du Ier siècle av. J.-C.
Elles ont été abondamment imitées par de nombreux ateliers de Gaule.

## La région d'origine
Comme le montrent les cartes ci-dessous, c'est la partie de l'Italie ouverte sur la mer Tyrrhénienne, c'est-à-dire la côte ouest.

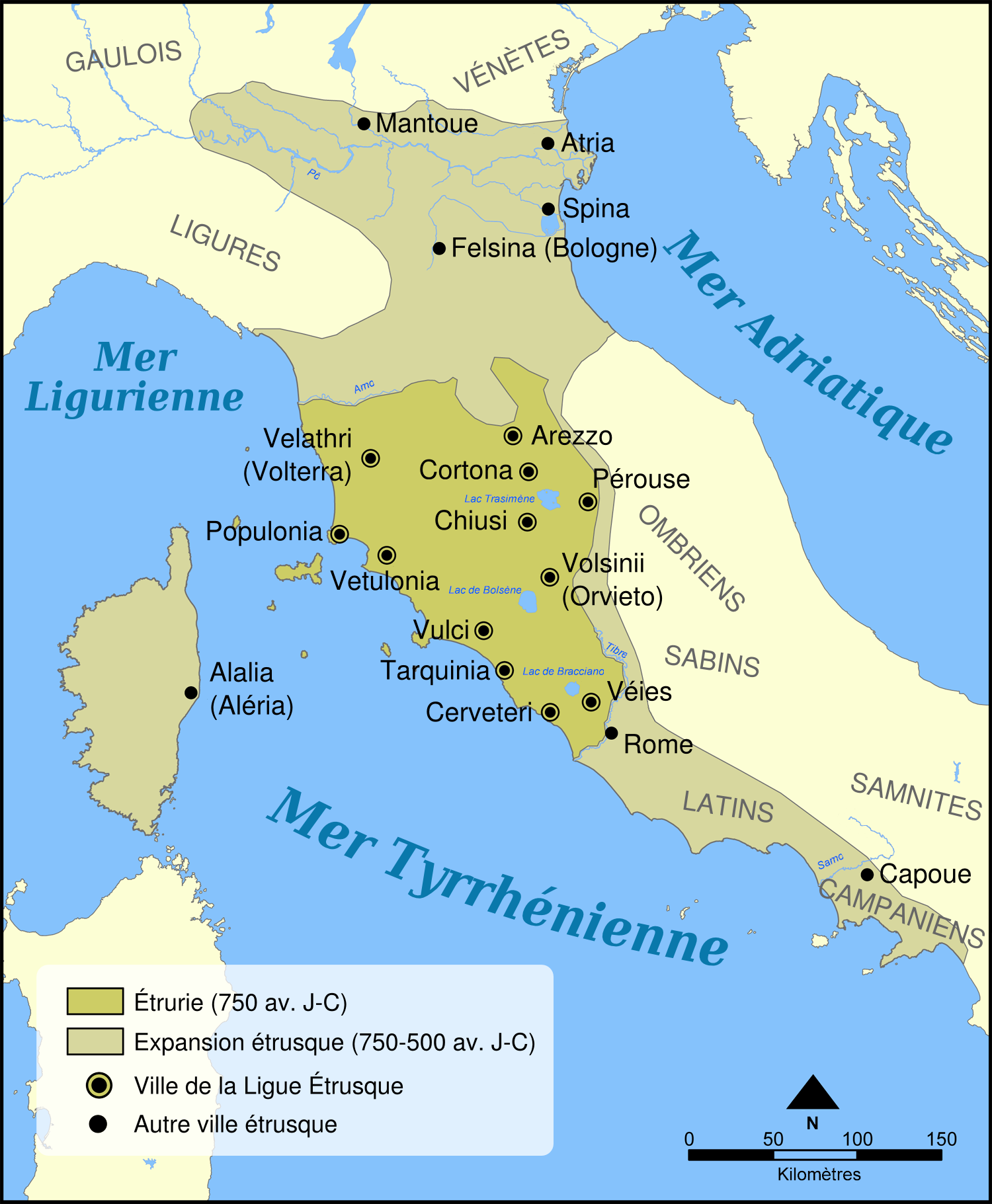
L’Étrurie
La Campanie

## Une terminologie à préciser
Pour qualifier les céramiques à vernis noir ou rouge non grésé, nombre d'auteurs utilisent des noms différents ; ce qui induit une certaine confusion. Ainsi on rencontre les noms suivants : « campaniennes », « imitations de campaniennes », « sigillées noires », « présigillées », « imitations de sigillées ». Tous noms ambigus, tous représentatifs d'options ou de visions personnelles, et pour certaines productions aucun n'est adéquat. Il est donc utile de faire le point sur ces différentes appellations.
- « Campaniennes »

En principe ce sont les céramiques à vernis noir produites en Campanie ou en Étrurie. Mais dans la littérature le terme inclut toutes les productions qui se rattachent culturellement et techniquement à ces céramiques particulières.
- « Imitations de campaniennes »

Le terme est utilisé pour la première fois en 1976 par Lasfargues et Vertet pour les productions de l'atelier de Loyasse à Lyon. Les formes des céramiques ne correspondent pas forcément aux vraies campaniennes.
- « Sigillée noire »

M. Schindler l'emploie le premier en 1967 pour désigner des céramiques à vernis noir du Magdalensberg, sur la base de ce que ces céramiques sont une transition entre les campaniennes et les sigillées : elles ont les formes des sigillées et la couleur des campaniennes. Des analyses confirment que certaines de ces « sigillées noires » proviennent d'Arezzo, ce qui valide l'appellation.
- « Pré-sigillée »

Nom créé par N. Lamboglia en 1950 pour désigner une céramique fabriquée pendant la période de transition, notamment pour le passage des techniques de la campanienne à celle de la sigillée. L'idée d'antériorité impliquée par le préfixe recouvre à la fois l'aspect chronologique mais aussi l’aspect technique : le manque de maîtrise du mode de fabrication de la sigillée, en particulier concernant le vernis rouge grésé. Mais là aussi le terme a été abusé, étant parfois employé pour des céramiques à vernis noir dont la production était tout à fait délibérée, et non "un raté de production" de sigillée.
- « Imitations de sigillée »

Il s'applique aux céramiques dont les décors sont inspirés des sigillées précoces, et qui perdurent après l'apparition et le développement des vraies sigillées. Génin, Lasfargues et Schmitt (1996) en donnent une définition et un commentaire : « céramiques à pâte claire et vernis non grésé (rouge ou noir) cuites selon le mode A (oxydo-réduction), reprenant plus ou moins librement les formes inspirées du répertoire italique précoce. Certains auteurs parlent de "pré-sigillées", d'autres privilégient le terme d'imitations de campanienne. Le choix de telle ou telle dénomination ne saurait, de toute façon, être totalement adéquat dans la mesure où il reste difficile de faire la part entre les influences de la céramique étrusco-campanienne et de la sigillée arétine, des filiations existant dans les deux répertoires. »